# Eassie Stone

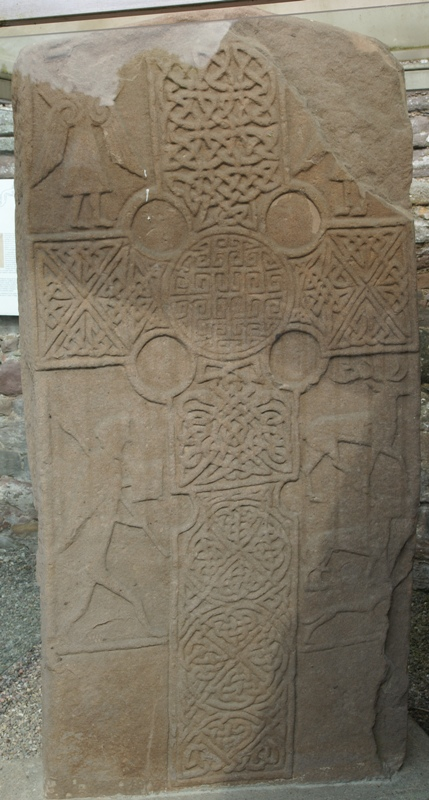
Cruz esculpida na frente da pedra

A Pedra Eassie é uma pedra picta Classe II de meados do século VIII d.C. na vila de Eassie, Angus, Escócia. A pedra foi encontrada em Eassie Burn no final do século 18 e agora reside em um edifício de acrílico especialmente construído nas ruínas da igreja de Eassie.

## Localização
A laje transversal está alojada num abrigo especialmente construído com paredes transparentes dentro da concha sem telhado da antiga igreja paroquial de Eassie, grid reference NO35264745 no lado norte da estrada A94, cerca de 4 quilômetros (2,5 mi) a oeste de Glamis e 6 quilômetros (3,7 mi) a leste de Meigle. 

## Descrição
A pedra é uma laje transversal 2,04 metros (6 ft 8 in) de altura e 1,02 metros (3 ft 4 in) de largura, diminuindo para 0,84 metros (2 ft 9 in) na parte superior e tem 23 centímetros (9,1 pol) grosso.  A laje é esculpida em relevo em ambas as faces e, por conter símbolos pictos, cai no sistema de classificação de John Romilly Allen e Joseph Anderson como uma pedra de Classe II.  
A face transversal apresenta uma cruz com anéis circulares nos ângulos, circundando um ressalto central circular decorado com desenho de chaveta.  Os braços e a haste são decorados com uma variedade de designs complexos de nós entrelaçados. Os quadrantes superiores continham um par de anjos, mas sofreram alguns danos, com a figura da direita quase completamente perdida. Um anjo de quatro asas semelhante pode ser encontrado na pedra Glamis 2 próxima.  O quadrante inferior esquerdo mostra um guerreiro encapuzado armado com um pequeno escudo quadrado e uma lança, e o quadrante inferior direito representa um veado e cães de caça. 
A face posterior da laje apresenta uma mistura de representações figurativas e símbolos pictos. No topo do rosto há uma fera picta danificada sobre um disco duplo e uma haste Z. Abaixo está um trio de figuras encapuzadas, e à direita está uma figura em frente a um vaso de árvore, que o historiador Lloyd Laing interpretou como tendo cabeças humanas suspensas em seus galhos.  Abaixo disso estão símbolos de ferraduras fortemente desgastadas e de bestas pictas. A parte inferior da face contém representações de bovinos que sofreram algum desgaste. 

## História

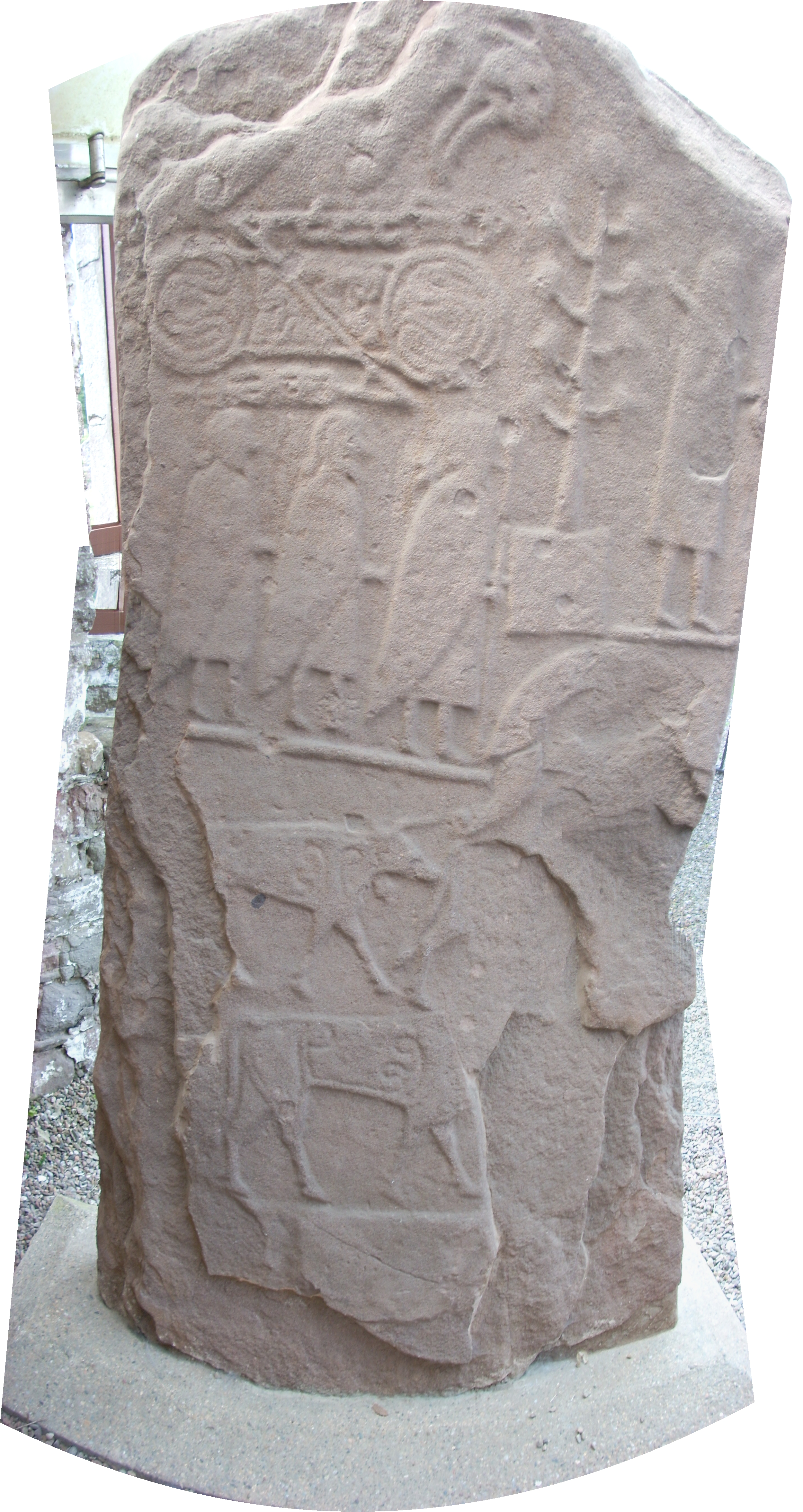
Parte traseira de pedra, mostrando figuras e símbolos esculpidos

A laje cruzada foi encontrada no leito do Eassie Burn, perto da Igreja Eassie, pelo Rev. Cordiner, c. 1786.  De lá foi transferido para o adro da igreja,  onde permaneceu por mais de um século, até a década de 1960, quando um edifício especialmente construído com janelas panorâmicas foi construído para ele dentro da estrutura da igreja em ruínas.  A própria igreja foi provavelmente construída no século XVI no local de um edifício anterior.  

## Relacionamento com outras pedras
A pedra Eassie pertence à escultura da Escola Aberlemno de Pictos, ampliada por Lloyd Laing da lista original proposta por Ross Trench Jellicoe. Além da pedra Eassie, as pedras da Escola Aberlemno incluem Aberlemno 2 (a Pedra Kirkyard), Aberlemno 3, Menmuir 1, Kirriemuir 1, Monifieth 2, Rossie Priory, Glamis 1 e Glamis 2.  